# Israel-Premier Tech/2023
Deze pagina geeft een overzicht van wielerploeg Israel-Premier Tech in 2023.

## Algemeen
Algemeen manager: Kjell Carlström
Teammanager: Rik Verbrugghe, Steve Bauer
Ploegleiders: René Andrle, Sam Bewley, Jens Blatter, Dirk Demol, Zakkari Dempster, Oscar Guerrero, René Mandri, Dror Pekatch, Rubén Plaza, Eric Van Lancker
Fietsen: Factor

## Renners
| Naam                | Geboortedatum | Nationaliteit       | Ploeg 2022                         |
| ------------------- | ------------- | ------------------- | ---------------------------------- |
| Sebastian Berwick   | 15-12-1999    | Australië           |                                    |
| Guillaume Boivin    | 25-05-1989    | Canada              |                                    |
| Simon Clarke        | 18-07-1986    | Australië           |                                    |
| Itamar Einhorn      | 20-09-1997    | Israël              |                                    |
| Marco Frigo         | 02-03-2000    | Italië              | Israel Cycling Academy             |
| Chris Froome        | 20-05-1985    | Verenigd Koninkrijk |                                    |
| Jakob Fuglsang      | 22-03-1985    | Denemarken          |                                    |
| Derek Gee           | 03-08-1997    | Canada              | Israel Cycling Academy             |
| Omer Goldstein      | 13-08-1996    | Israël              |                                    |
| Ben Hermans         | 08-06-1986    | België              |                                    |
| Reto Hollenstein    | 22-08-1985    | Zwitserland         |                                    |
| Mason Hollyman      | 25-06-2000    | Verenigd Koninkrijk | Israel Cycling Academy             |
| Hugo Houle          | 27-09-1990    | Canada              |                                    |
| Daryl Impey         | 06-12-1984    | Zuid-Afrika         |                                    |
| Taj Jones           | 26-07-2000    | Australië           |                                    |
| Krists Neilands     | 18-08-1994    | Letland             |                                    |
| Giacomo Nizzolo     | 30-01-1989    | Italië              |                                    |
| Domenico Pozzovivo* | 30-11-1982    | Italië              | Intermarché-Wanty-Gobert Matériaux |
| Jens Reynders       | 25-05-1998    | België              | Sport Vlaanderen-Baloise           |
| Matthew Riccitello  | 05-03-2002    | Verenigde Staten    | Hagens Berman Axeon                |
| Guy Sagiv           | 05-12-1994    | Israël              |                                    |
| Nick Schultz        | 13-09-1994    | Australië           | Team BikeExchange-Jayco            |
| Corbin Strong       | 30-04-2000    | Nieuw-Zeeland       |                                    |
| Dylan Teuns         | 01-03-1992    | België              |                                    |
| Tom Van Asbroeck    | 19-04-1990    | België              |                                    |
| Sep Vanmarcke **    | 28-07-1988    | België              |                                    |
| Stephen Williams    | 09-06-1996    | Verenigd Koninkrijk | Bahrain-Victorious                 |
| Michael Woods       | 16-02-1990    | Canada              |                                    |
| Mads Würtz Schmidt  | 31-03-1994    | Denemarken          |                                    |
| Rick Zabel          | 07-12-1993    | Duitsland           |                                    |

*vanaf 6-3
** tot 7-7

### Stagiairs
Per 1 augustus 2023
| Naam          | Geboortedatum | Nationaliteit    | Vorige ploeg      |
| ------------- | ------------- | ---------------- | ----------------- |
| Brady Gilmore | 14-04-2001    | Australië        | ARA Skip Capital  |
| Riley Sheehan | 16-06-2000    | Verenigde Staten | Denver Disruptors |

### Vertrokken
| Naam                 | Geboortedatum | Nationaliteit       | Ploeg 2023                           |
| -------------------- | ------------- | ------------------- | ------------------------------------ |
| Rudy Barbier         | 18-12-1992    | Frankrijk           | Saint Michel-Auber 93                |
| Patrick Bevin        | 15-02-1991    | Nieuw-Zeeland       | Team DSM                             |
| Jenthe Biermans      | 30-10-1995    | België              | Arkéa-Samsic                         |
| Matthias Brändle     | 7-12-1989     | Oostenrijk          | Gestopt                              |
| Alexander Cataford   | 01-09-1993    | Canada              | Gestopt                              |
| Alessandro De Marchi | 19-05-1986    | Italië              | Team BikeExchange-Jayco              |
| Alex Dowsett         | 03-10-1988    | Verenigd Koninkrijk | Gestopt                              |
| Carl Fredrik Hagen   | 26-09-1991    | Noorwegen           | Q36.5 Pro Cycling Team               |
| Guy Niv              | 08-03-1994    | Israël              | Gestopt                              |
| James Piccoli        | 05-09-1991    | Canada              | China Glory Continental Cycling Team |

## Overwinningen
| Nationale kampioenschappen wielrennen Canada - tijdrit: Derek Gee Israel - wegwedstrijd: Itamar Einhorn Ronde van San Juan Jongerenklassement: Matthew Riccitello Tro Bro Léon Giacomo Nizzolo Route d'Occitanie 3e etappe: Michael Woods Eindklassement: Michael Woods | Ronde van Frankrijk 9e etappe: Michael Woods Memoriał Andrzeja Trochanowskiego Itamar Einhorn Ronde van Tsjechië 1e etappe: Itamar Einhorn Arctic Race of Norway 3e etappe: Stephen Williams Eindklassement: Stephen Williams Ploegenklassement: *1) | Ronde van Luxemburg 1e etappe: Corbin Strong Ronde van Hainan 2e etappe: Sebastian Berwick Ploegenklassement: *2) Parijs-Tours Riley Sheehan |

*1) Ploeg Arctic Race of Norway: Frigo, Hollenstein, Impey, Sagiv, Williams
*2) Ploeg Ronde van Hainan: Berwick, Einhorn, Froome, Goldstein, Hermans, Hollyman, Jones
Bingoal Pauwels Sauces WB · Bolton Equities Black Spoke · Burgos-BH · Caja Rural-Seguros RGA · EOLO-Kometa · Equipo Kern Pharma · Euskaltel-Euskadi · Green Project-Bardiani-CSF-Faizanè  · Human Powered Health · Israel-Premier Tech · Lotto-Dstny · Q36.5 Pro Cycling Team · Team Corratec · Team Flanders-Baloise · Team Novo Nordisk · Team TotalEnergies · Tudor Pro Cycling Team · Uno-X Pro Cycling Team
2020 · 2021 · 2022 · 2023 · 2024 · 2025